# خزینه
خزینه مکانی است حوض مانند که در بالای آتشخانه گرمابه‌های همگانی قرار داشته و آب آن توسط آتش آتشخانه گرم می‌شده‌است تا برای شستشوی مردم آماده گردد. آب خزینه معمولاً هر پنج روز تا یک هفته یک بار عوض می‌شد و هر روز پیش از باز شدن حمام، چرک و کثیفیِ روی آب به وسیله لنگ پاک می‌شد.
برای تخلیه لجنِ کفِ خزینه از لجن‌کش استفاده می‌کردند. لجن‌کش به شکل کوزه‌ای وارونه با لوله‌ای بلند و دارای حفره‌ای بود که کارگر حمام با انگشت شست خود، حفره بالای لجن‌کش، و با کف دست، حفره انتهایی آن را می‌بسته و آن را درون خزینه فرو می‌برد. سپس با برداشتن انگشت و دست و چرخاندن لجن‌کش درکف خزینه، لجنها درون آن جمع می‌شد.
افراد با دلو یا مشربه، آب گرم را از خزینه برداشته و تن خود را می‌شستند. در پایان کار، برای آبکشی، وارد خزینه می‌شدند. آب حمام معمولاً از راه قنات فراهم می‌شد. آب پس از ذخیره شدن در منبعی روی بام حمام، از طریق لوله‌های سفالین که به آن تنبوشه می‌گفتند، وارد خزینه می‌شد.